# William Walker Stockfleth (amtmand)
 Der er flere personer med dette navn, se William Walker Stockfleth.
William Walker Stockfleth (født 18. oktober 1802 i København, død 9. maj 1885 sammesteds) var en dansk amtmand.

## Liv og karriere
Han var søn af oberst Hannibal Stockfleth (1. april 1774 – 15. december 1858) og Vita Sophia Henrica Dorothea f. Lange (9. oktober 1780 – 21. januar 1868), var født 18. oktober 1802 i København, blev 1822 student fra Herlufsholm, tog 1828 juridisk eksamen og udnævntes 1830 til auditør ved slesvigske Infanteriregiment, 1835 til garnisonsauditør i Rendsborg, 1836 til overauditør, 1842 til auditør ved 4. Infanteribrigade, 1845 ti1 herredsfoged i Nørvang og Tørrild Herreder.
I 1848 blev Stockfleth valgt til Den Grundlovgivende Rigsforsamling i Vejle Amts 3. distrikt (Vejle), og i 1849 blev han valgt til Folketinget i Vejle Amts 3. valgkreds (Vejlekredsen). Han nedlagde sit mandat 20. august 1851 efter at være blevet amtmand i Haderslev Amt. I Folketinget hørte han til højre fløj og var imod alt for vidtgående indrømmelser til liberalismen.
I 1849 var han i 5 måneder konstitueret amtmand i Vejle Amt, og 1850 blev han, efter at have afslået guvernørposten i Dansk Vestindien, konstitueret som amtmand i Haderslev Amt. Året efter fik han kongelig udnævnelse i dette embede, blev samme år kammerherre, 1852 tillige kongelig kommissær på Gram og Nybøl godser. Efter det Ørstedske Ministeriums afgang i december 1854 blev den slesvigske ministerportefølje tilbudt Stockfleth, og det beklagedes dengang meget, at han afslog den, hvilket havde det uheldige valg af Raasløff til følge.
Med en nobel og elskværdig personlighed forbandt Stockfleth betydelig administrativ dygtighed. Af den tids amtmænd i Slesvig var han en af de dygtigste, flittigste og mest indsigtsfulde. 1864 afskedigedes han som følge af 2. slesvigske krig og flyttede til København, hvor han døde 9. maj 1885 efter 1867 at være blevet udnævnt til Kommandør af Dannebrogordenen.
Han blev 20. september 1842 gift med Thora Mathilde Glahn (22. januar 1814 – 23. december 1887), datter af general Marcus Glahn.